# Thecla purpuriticus
Thecla purpuriticus är en fjärilsart som beskrevs av Druce 1907. Thecla purpuriticus ingår i släktet Thecla och familjen juvelvingar. Inga underarter finns listade i Catalogue of Life.